# Pochade
Une pochade est une peinture figurative de petit format, exécutée rapidement, sur le vif et généralement en extérieur, l'équivalent d'un croquis en dessin.
On privilégie la rapidité d'exécution, au détriment de l'exactitude du dessin et de la couleur, afin de capter la spontanéité de l'impression.
La pochade constitue par elle-même un tableau. Elle se différencie de l'esquisse en ce que celle-ci, rapidement exécutée en préparation et organisation d'un travail de plus grande envergure, ne se réfère pas à une impression visuelle, mais à un ensemble qui peut être entièrement abstrait ou d'imagination ; elle se différencie de l'étude, faite aussi face au sujet, en ce que celle-ci pousse le soin du détail, sans souci de l'impression d'ensemble.
Dans la critique d'art, le terme pochade s'emploie dans un sens dépréciatif.

## Valeur

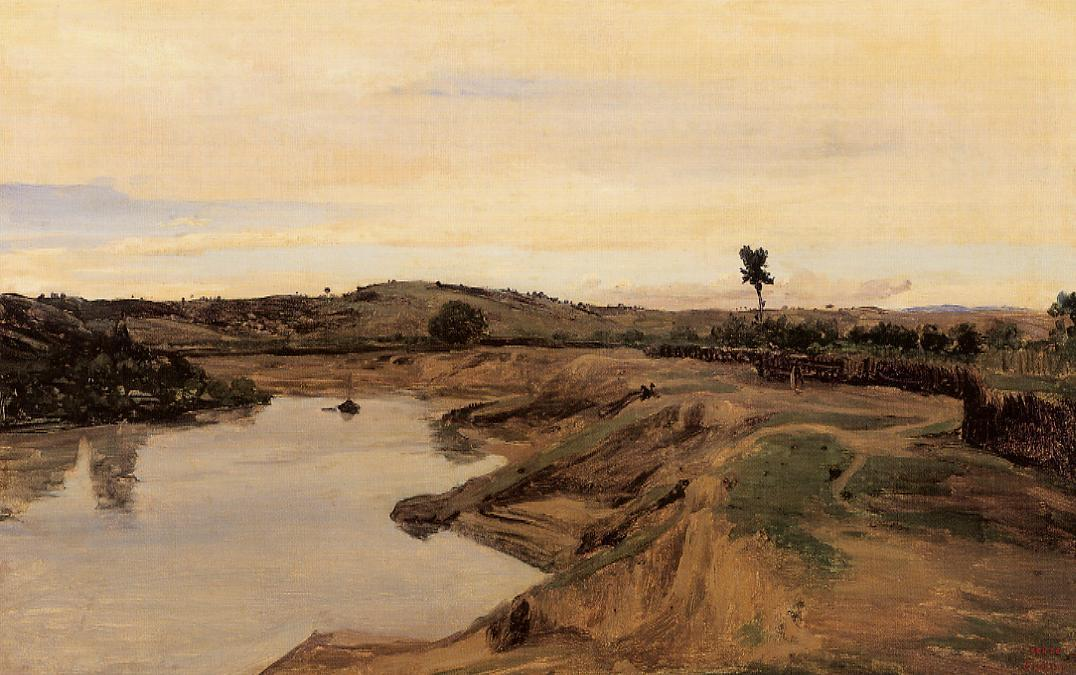
Le cartel de La promenade de Poussin, 33 × 51 cm, Musée du Louvre, indique pochade de Camille Corot.

Pocher, dans les beaux-arts, c'est exécuter rapidement et couvrir d'aplats de couleur, comme lorsqu'on travaille au pochoir.
Jusqu'à l'époque romantique, le terme pochade, attesté peu de temps auparavant, s'utilise pour déprécier un travail dont les qualités académiques, c'est-à-dire le thème, la composition picturale, les proportions des figures, le « rendu » et le fini, laissent, selon le commentateur, à désirer. Du point de vue classique, la pochade n'est qu'un moyen d'exécuter des notes visuelles d'après nature et des travaux préparatoires. Selon Paillot de Montabert, la pochade est l'équivalent d'un « brouillon, (…) un essai libre, un travail tout grossier, tout heurté [mais qui] produit souvent une tentative fort précieuse, et en cela il est différent du travail ordinaire de l'esquisse, qui est exécutée déjà avec plus de retenue et avec moins d'indécision. ».
Progressivement au cours du XIXe siècle, on en vient quelquefois à apprécier plus la pochade que le travail « fini », en ce qu'elle révèle plus le tempérament et le métier de l'artiste. La cote des tableaux exécutés rapidement augmente alors, suscitant des polémiques, comme celle qui oppose Whistler et Ruskin. Le temps d'exécution détermine moins la valeur de la peinture que celle attribuée à l'artiste. Cette évolution de l'attention de l'œuvre vers l'artiste ne va cependant pas sans résistance : « J'aime, je l'avoue, que tout soit rendu et mis en saillie dans une peinture d'expression ; plus le sens m'en paraît élevé et profond, moins j'en supporte les négligences. Je hais la pochade », écrit Proudhon.
L’« impression », dont la captation est l'objet de la pochade, devient le sujet de la peinture avec les impressionnistes et les deux termes se trouvent souvent associés. Le cubisme la dévalorise en revenant à la construction.
Cette notion de la rapidité, corollaire de la sûreté d'exécution, qui reflète le métier de l'artiste, se retrouve dans l'art japonais, qui intéresse les artistes et critiques européens à la même époque : « le plus artistique des coqs du maître (Hokusai), et dont la pochade prend à distance le trompe-l'œil de l'aquarelle la plus achevée », note Edmond de Goncourt. Elle est aussi centrale dans l'art chinois.
À la fin du XIXe siècle, un ouvrage d'enseignement définit la pochade comme « esquisse, croquis librement et rapidement enlevé ».
Au milieu du XXe siècle, Xavier de Langlais, enseignant la technique classique, d'atelier, estime que « certaines toiles vivement enlevées en une seule séance peuvent, bien entendu, faire figure de réussites parfaites », mais emploie pochade péjorativement car « trop de peintres s'imaginent peindre d'inspiration alors qu'ils peignent n'importe comment ».

## Technique
La rapidité de l'exécution de la pochade se comprend relativement à celle d'un travail « fini ». La peinture académique employait des procédés techniques impliquant souvent un travail durant plusieurs mois. Le temps d'exécution d'une pochade, par rapport à cette norme, peut être de plusieurs heures, mais en une seule séance.
Des séchages rapides sont nécessaires. L'aquarelle est souvent la technique de choix. Le travail peut être terminé et emporté en quelques minutes. Les huiles permettent de l'exécuter si la peinture est utilisée suffisamment en pâte. L'acrylique s'y prête plus pour sa rapidité de séchage.

## Littérature
En littérature, ce terme s'emploie pour qualifier une œuvre en général burlesque, brève et écrite rapidement. Il semble être attesté en premier en 1800 avec ce sens qui le rattache à pochard et poissard, personnages vulgaires et burlesques du vaudeville.